# Xenosmilus
Xenosmilus (del griego, ξένος, xenos, "extraño" + σμίλη, smilē, "puñal") es un género extinto de mamífero macairodontino, es decir un felino diente de sable. Los Xenosmilus pertenecen a la tribu comúnmente conocida como gatos con dientes de cimitarra (Homotherini). En esta tribu también forma parte: Nimravides, Amphimachairodus, Homotherium y Lokotunjailurus.  

## Descubrimiento
Dos especímenes casi intactos fueron hallados por recolectores aficionados de fósiles en 1983 (1981 según algunas fuentes) en las minas de calizas de Haile en el Condado de Alachua, Florida. En 1994 los fósiles fueron examinados, y se decidió que pertenecían a un nuevo género de félido. Los fósiles datan de la época del Irvingtoniano (entre 1.8 a 0.3 millones de años) durante el Pleistoceno. Hasta la fecha solo se reconoce una especie, X. hodsonae.

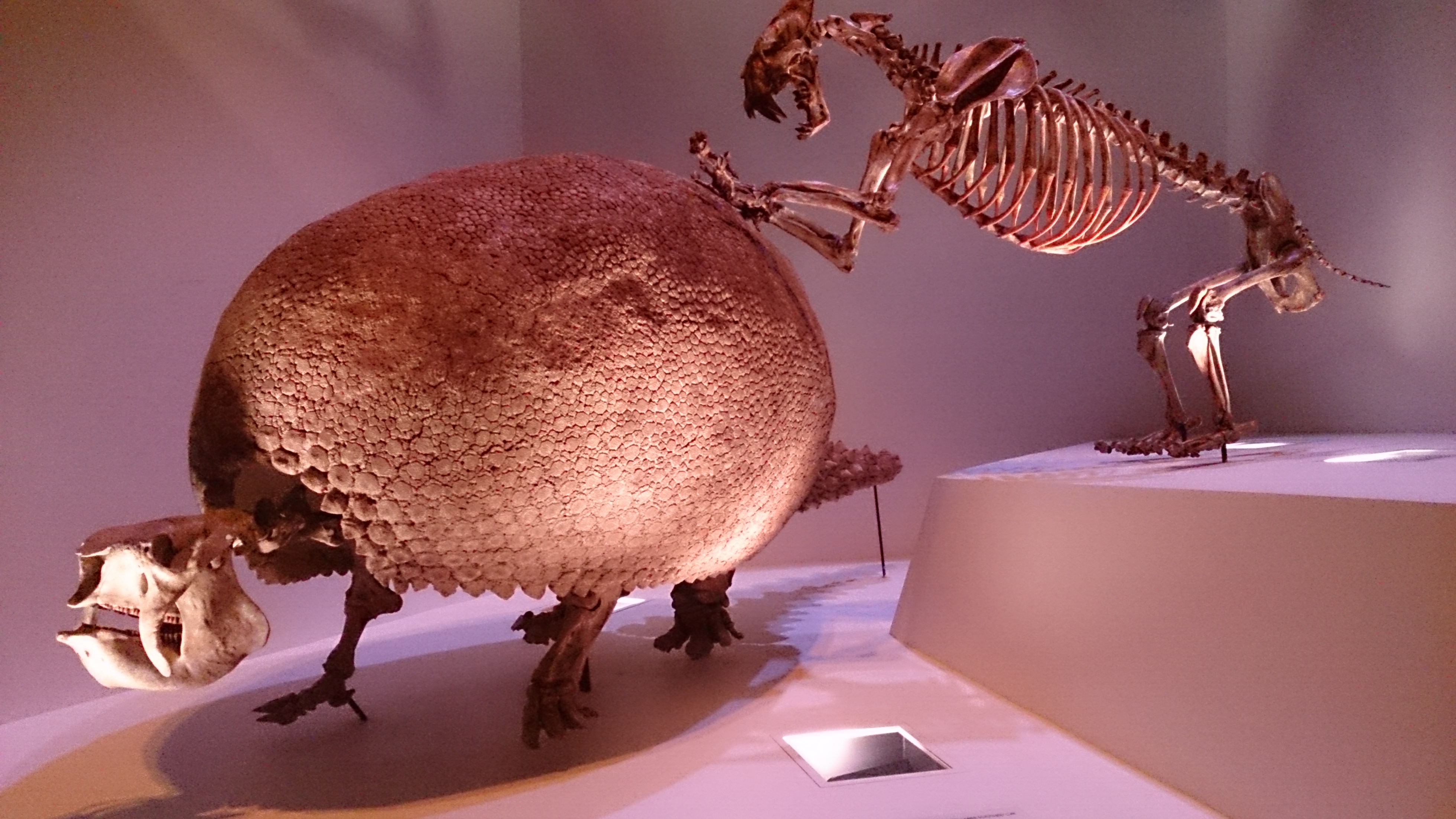
Xenosmilus y Glyptodon.

## Descripción
Este felino medía entre 1,7 a 1,8 metros de longitud con un cuerpo sumamente musculoso que probablemente pesaría entre 230 a 300 kilogramos. Entre las demás especies de felinos dientes de sable solo Smilodon populator era de un tamaño mayor. Antes de su descubrimiento, se pensaba que todos los felinos dientes de sable caían en dos categorías. Una incluía a los dientes de sable con largos dientes caninos superiores y patas cortas y robustas. Los felinos dientes de cimitarra en cambio tenían caninos moderadamente alargados y patas largas. Xenosmilus por su parte poseía tanto patas robustas y musculosas como caninos cortos y anchos. Junto a los dos esqueletos originales se hallaron docenas de huesos de pecaríes. Parece probable que estos fueran la presa principal de X. hodsonae, a los que atraparía gracias a su robusta constitución.